# Megachile newberryae
Megachile newberryae is een vliesvleugelig insect uit de familie Megachilidae. De wetenschappelijke naam van de soort is voor het eerst geldig gepubliceerd in 1900 door Cockerell.